# Juan de Segalars
Juan de Segalars (Barcelona, siglo XV-Barcelona, 24 de octubre de 1466) fue un presbítero católico español, de la Orden de la Merced, redentor de cautivos, venerado como beato en la Iglesia católica.

## Biografía
Juan de Segalars era originario de Barcelona. Entró en el convento mercedario de su ciudad, del cual fue nombrado prior. Ocupó el cargo de procurador general de la Orden, razón por la cual fue enviado al concilio de Basilea, en 1439. Acompañó al rey Alfonso V de Aragón durante la conquista de Nápoles. Al año siguiente regresó a Basilea hasta cuando fue elegido redentor, con destino a Túnez en África. En 1447 se dirigía a su destino cuando la embarcación naufragó, perdiendo todo el capital y gran parte de la tripulación. Regresó a su convento de Barcelona, en donde murió el 24 de octubre de 1466.

## Culto
El culto tributado al beato Juan de Segalars es de tipo inmemorial, es decir, su fama de santidad alcanzó tal grado que popularmente le considera como tal. Sus restos se veneran en el altar mayor de la Iglesia de los mercedarios en Barcelona. En su orden religiosa se le celebra el 12 de mayo. Su culto aún no ha sido confirmado por el papa.